# Bucklandiella ptychophylla
Bucklandiella ptychophylla là một loài Rêu trong họ Grimmiaceae. Loài này được (Mitt.) Bednarek-Ochyra & Ochyra mô tả khoa học đầu tiên năm 2003.